# Heinrich Hatzinger
Heinrich Hatzinger (15. července 1772 Tvrđa – 1809? Štrasburk) byl rakouský stavební inženýr a architekt.

## Život
Narodil se v rodině architekta Josefa Hatzingera ve vojenské pevnosti Tvrđa u Osijeku jako druhorozený z devíti dětí. Kolem roku 1786 se rodina přestěhovala do Vídně. Tam v letech 1790–1793 navštěvoval technickou vojenskou akademii (Genie-Akademie), která patřila k nejlepším technickým školám Evropy. Zhruba od roku 1797 pracoval v instituci, která měla na starost vídeňské opevnění. Mezi roky 1801 až 1809 vyučoval civilní architekturu ve zmíněné vojenské akademii. Vedle toho spolupracoval s vojenskými institucemi, které se rozhodly rekonstruovat a doplnit systém opevnění v důsledku geopolitických změn v Evropě. Součástí plánu byla dostavba dvou pevností Terezína a Josefova. Obě byly vystavěny v 80. letech 18. století během vlády Josefa II., ale výstavba uvnitř pevností probíhala pomalým tempem několik dalších desetiletí. Pro obě pevnosti, ve spolupráci s Juliem d’Andreisem a Františkem Josefem Fohmannem, vyprojektoval stavby centrálních kostelů. Kromě české stopy se podílel na úpravách řady dalších vojenských staveb včetně vídeňského opevnění.
V květnu roku 1809 se aktivně účastnil opevňování Vídně proti napoleonským vojskům. Po dobytí města byl uvězněn. Není zřejmé, zda kvůli své aktivní účasti při obraně města, nebo kvůli jeho technickým dovednostem. Následně byl převezen do věznice ve Štrasburku, kde se však záhy nakazil tyfem[nepřesný odkaz] a zemřel.

## Stavby
Jeho dvě sakrální stavby se řadí k nejranějším empírovým stavbám na území habsburské monarchie. Jejich strohý design podléhá požadavkům habsburských mocnářů na praktičnost, odolnost a jednoduchost na úkor estetické hodnoty. Tyto striktní požadavky obecně vedly k návrhům typizovaných staveb, které se následně realizovaly na více místech. Proto nepřekvapí, že i obě jeho stavby jsou prakticky totožné.
Z dochovaných záznamů nelze určit, jak se na návrhu podíleli další dva spolupracující architekti.
- Kostel Nanebevstoupení Páně (Josefov) 1805–1810
- Kostel Vzkříšení Páně (Terezín) 1806–1810